# Amphimyces
Amphimyces — монотиповий рід грибів родини Laboulbeniaceae. Назва вперше опублікована 1931 року.

## Види
База даних Species Fungorum станом на 19.10.2019 налічує 1 вид роду Amphimyces:
- Amphimyces cerylonis Thaxt., 1931

## Поширення та середовище існування
Знайдений на жуці з роду Cerylon в Камеруні.